# Viticoltura a Taiwan
La viticoltura a Taiwan ha una storia relativamente recente rispetto ad altre regioni vinicole del mondo, ma sta guadagnando attenzione grazie alla sperimentazione e alla riscoperta di antiche tradizioni vinicole da parte delle comunità indigene.

## Storia
La produzione di vino a Taiwan ha avuto origine nel periodo coloniale giapponese (1895-1945) quando furono introdotti i primi vitigni per la vinificazione. Tuttavia, a causa delle condizioni climatiche calde e umide dell'isola, la coltivazione della vite ha incontrato numerose difficoltà. Per lungo tempo la viticoltura taiwanese è rimasta marginale con una produzione limitata a pochi ettari e destinata principalmente al consumo locale. Negli ultimi decenni il settore ha registrato una crescita significativa grazie all'adozione di tecniche di viticoltura avanzate e alla selezione di varietà più adatte al clima tropicale. Inoltre, alcune comunità indigene hanno avviato progetti di recupero delle antiche pratiche enologiche contribuendo alla diversificazione dell’offerta vinicola taiwanese.

## Clima
Il clima di Taiwan è subtropicale caratterizzato da estati calde e umide e inverni miti, con precipitazioni abbondanti durante la stagione monsonica. Queste condizioni rappresentano una sfida per la coltivazione della vite in quanto favoriscono malattie fungine e una maturazione irregolare delle uve. Tuttavia, negli ultimi anni i viticoltori hanno adottato tecniche innovative come l’uso di pergolati e coperture per proteggere le viti dall’umidità eccessiva.

## Regioni vitivinicole
Le principali aree vinicole di Taiwan si trovano nelle regioni centrali e meridionali dell'isola dove il clima è relativamente più favorevole alla coltivazione della vite. Tra queste, le aree più rilevanti includono:
- Contea di Changhua: una delle prime zone dove sono stati sperimentati vitigni resistenti al clima caldo[2].

- Contea di Nantou: sede di alcune delle aziende vinicole più innovative del paese[1].

- Taitung e Hualien: regioni della costa orientale in cui le comunità indigene stanno recuperando antiche tradizioni vinicole[3].

## Vitigni
A causa delle difficili condizioni climatiche Taiwan ha privilegiato l'uso di vitigni ibridi e varietà resistenti al calore e all'umidità. Tra le principali uve utilizzate si trovano:
- Golden Muscat: una delle varietà più coltivate, apprezzata per il suo profilo aromatico intenso e la resistenza al clima tropicale[2].

- Black Queen: vitigno a bacca rossa introdotto dal Giappone noto per la sua acidità e i sentori fruttati[1].

- Cabernet Sauvignon e Merlot: coltivati in alcune zone con tecniche innovative per adattarli al clima locale[4].

## Vini
I vini prodotti a Taiwan sono prevalentemente bianchi e dolci spesso caratterizzati da un forte profilo aromatico. Tuttavia, negli ultimi anni alcuni produttori stanno sperimentando con vini rossi e spumanti utilizzando varietà internazionali e metodi innovativi di vinificazione. L’industria vinicola taiwanese si sta concentrando sulla qualità e sulla creazione di uno stile unico, che rifletta il terroir locale.

### Tradizioni indigene e innovazione
Le comunità indigene taiwanesi, in particolare i Bunun e gli Atayal, hanno una lunga storia di fermentazione di frutta per la produzione di bevande alcoliche. Negli ultimi anni vi è stato un rinnovato interesse per queste pratiche con iniziative volte a combinare tecniche tradizionali con metodi enologici moderni. Alcuni produttori taiwanesi stanno anche esplorando nuove strategie per migliorare la qualità del vino, come l’uso di pergolati per proteggere i grappoli dall'umidità e la sperimentazione con vitigni resistenti sviluppati nei centri di ricerca locali.